# ベレア県
ベレア県は、10あるレソトの県のうちの1つ。面積は2,222 km2で、人口は約300,000人である(2001)。県都はテヤテヤネングである。